# 杉山淳一
杉山 淳一（すぎやま じゅんいち、1967年 - ）は、日本の鉄道ライター・フリーライター。

## 人物
東急池上線の踏切音を子守唄として育ち、小学生で「乗り鉄」に目覚めて東急電鉄を完乗。
大学卒業後、アスキーに入社。出版局広告部に配属され、月刊アスキー、ログイン、TECH Winなどの広告営業を担当。
1996年、アスキーを退社。フリーライターに転じる。ウェブメディア勃興期にニュースメディアで鉄道ニュースデスクを経験し、その後鉄道ゲーム攻略記事やニュースサイトの鉄道記事担当を契機に鉄道分野へ軸足を移した。
鉄道趣味分野では主に「乗り鉄」および「書き鉄」。鉄旅オブザイヤー選考委員。

## 経歴
- 1967年 東京・東急池上線沿線生まれ[1]
- 1985年 東京都立日比谷高校卒業
- 1989年 信州大学経済学部経済学科卒業、アスキー入社
- 1996年 アスキー退社、著述業開始
- 2005年 信州大学大学院工学系研究科感性工学専攻博士前期(修士)課程修了
- 2008年 工学院大学情報デザイン学科非常勤講師就任
- 2014年 工学院大学情報デザイン学科非常勤講師任期満了

## 著書

### 単著
- インターネットの歩き方6・酒　アクセラ
- アーキメディアン・ダイナスティ・公式ガイドブック　ゼスト
- A列車で行こう7　ビギナーズハンドブック　エンターブレイン
- A列車で行こう7　エキスパートハンドブック　エンターブレイン
- 知れば知るほど面白い鉄道雑学157　リイド社
- A列車で行こう8　オフィシャルガイドブック　エンターブレイン
- もっと知ればさらに面白い鉄道雑学256　リイド社
- A列車で行こう9　公式ガイドブック
- A列車で行こう9　公式エキスパートガイドブック
- A列車で行こう9 Version2.0 プロフェッショナル 公式ガイドブック
- 鉄道トリビア　1両目～4両目(Kindle版)　(マイナビ)
- ぼくは乗り鉄、おでかけ日和。 日本全国列車旅、達人のとっておき33選 (幻冬舎)
- 列車ダイヤから鉄道を楽しむ方法: 時刻表からは読めない多種多彩な運行ドラマ! (河出書房新社)

### 共著
- インターネットの歩き方3・ラーメン＆カレー（共著）アクセラ
- 仕事のオキテ（共著）　宝島社
- インターネットプロバイダーインデックス1998　アクセラ
- オーバーブラッド2アナザーストーリー（共著）　BNN/エクシードプレス
- サラリーマンのための簡単パソコン確定申告　アスキー
- 飛天オンライン公式ガイドブック（共著）　アクタスコミュニケーション